# Ivan Castillo (ciclista)
Ivan José Castillo Piven (23 de mayo de 1983) es un ciclista profesional venezolano.

## Palmarés
2002
2º en 2ª etapa Vuelta al Táchira, Barinas  Venezuela
2005
1º en 6ª etapa Vuelta a Aragua  Venezuela
1º en 3ª etapa parte A Vuelta a Venezuela  Venezuela
3º en Clasificación General Final Vuelta a Venezuela  Venezuela
2006
2º en 2ª etapa Vuelta al Táchira, Maracaibo  Venezuela
2º en 6ª etapa Vuelta al Zulia Casigua El Cubo,  Venezuela

## Equipos
- 2002  Gobernación del Zulia - Alcaldía de Cabimas
- 2005  Gobernación del Zulia
- 2009  Gobernación del Zulia